# 北沢猛
北沢 猛（きたざわ たける、1953年6月24日 - 2009年12月22日）は、日本の都市計画家、アーバンデザイナー。東京大学大学院新領域創成科学研究科および東京大学大学院工学系研究科教授。工学博士。
横浜市都市デザイン室長などを経て、東京大学教授。都市デザインと空間計画に関する実践と実証研究を進める。横浜市、京都府、千葉県など、自治体の参与や専門委員なども務めた。

## 略歴
- 長野県塩尻市で出生し、ほどなくして福島県喜多方市、神奈川県横浜市にて育つ。神奈川県立横浜緑ケ丘高等学校卒業、東京大学工学部都市工学科卒業。
- 1977年 横浜市入庁（企画調整局都市デザインチーム）
- 1983年 一級建築士取得
- 1993年 建築主事資格取得
- 1995年 横浜市都市計画局都市デザイン室長
- 1997年 東京大学大学院工学系研究科都市工学専攻助教授
- 2005年 東京大学大学院新領域創成科学研究科教授（同工学系研究科都市工学専攻教授兼坦）

この間、千葉大学講師、神奈川大学講師、関東学院大学講師、名古屋大学講師、長岡造形大学講師、横浜市立大学大学院講師、九州大学勤講師などを務める。
また、以下を兼務。
- 1995年 阪神淡路大震災震災後建築物応急危険度判定支援本部員（灘・東灘担当）
- 1999年-2005年 岩手県大野村アドバイザー
- 2001年-2002年 小田原市政策総合研究所　研究顧問
- 2002年 横浜市専門委員
- 2002年-2007年 横須賀市専門委員
- 2002年- 横浜市参与
- 2003年- 京都府参与
- 2006年- 千葉県参与
- 2007年- 福島県田村市アドバイザー
- 2007年- 柏市都市振興公社アドバイザー

- 2009年12月22日 大腸癌のため死去

## 主な著書
- 『ある都市の歴史-横浜330年』 福音館書店、1993年
- 『明日の都市づくり-その実践的ビジョン』（編著） 慶應義塾大学出版会、2002年
- 『自立と協働によるまちづくり読本-自治「再」発見』（共著） ぎょうせい、2004年
- 『都市再生講座』（共著） 岩波書店、2005年
- 『都市再生を考える』（共著） 日本経済評論社、2005年
- 『未来社会の設計-横浜から環境空間計画を考える』（編著） BankART1929、2008年

## 主な実績
- 岩手県大野村まちづくり実験事業「夢市」 大野村＋むらづくり協議会＋日本大学環境研究室、1999年-2006年
- 岐阜県古川町まちづくり構想・基本計画作成 古川町＋山中都市建築研究所、2001年-2002年
- 北九州区画整理地区開発構想作成 北九州市＋同区画整理組合＋都市環境研究所、2001年-2002年
- 千葉県柏の葉キャンパス駅整備に関する「アーバンデザイン方針」 千葉県＋都市環境研究所、2005年
- ブラウンフィールドと空間再生（京浜臨海部再生） 東大COE研究プロジェクト、2006年
- 日本で初めて、公共・民間・大学が連携して都市形成を推進、自立した都市を目指す「アーバンデザインセンター」を千葉県柏市に開設、2006年

柏の葉アーバンデザインセンター（UDCK）、続いて、田村地域デザインセンター、横浜アーバンデザイン研究機構、郡山アーバンデザインセンターを順次開設
- これらとは別に、横浜市では以下のような業務を担当した。

大規模開発の基本計画策定と事業調整（金沢シーサイドタウン・みなとみらい21地区など）、都心部再生計画策定、都心部地区プランとガイドライン策定と調整（山下公園周辺、山手地区等）、都市施設の計画と設計（開港広場、関内駅周辺等）、歴史的建造物の保存活用事業及び保存要綱などの制度策定と運用、横浜市市街地環境設計制度などの制度設計と運用、都市デザイン基本条例等の企画と合意形成、郊外部の住民参画型のまちづくり計画の策定と調整、市民参加方式の導入と実施、横浜アーバンデザインデザインフォーラムの企画運営、都市デザイン国際会議の企画運営、都市形成史及び都市空間に関する研究、公共建築の企画及び基本構想、設計者選考、設計に係る総合調整、都市デザインのPR及び情報提供・交流事業、プロジェクトの計画と事業調整、都市づくりの基本プラン作成、中心的事業の企画及びその実現手法の整理と調整など